# Dirty Pair
Dirty Pair (japanisch ダーティペア Dāti Pea) ist eine Light-Novel-Reihe von Haruka Takachiho von Studio Nue, die als Anime-Fernsehserie, OVA und Manga adaptiert wurde. Die Serie gewann 1985 den Animage Anime-Grand-Prix-Preis.
Das Werk lässt sich in die Genre Science-Fiction, Action und Comedy einordnen.

## Handlung
Im Jahr 2138 hat die Menschheit tausende Sonnensysteme kolonisiert. Ein Unternehmen namens World Welfare Works Association (deutsch etwa: Weltwohlfahrtswerks-Verbindung, WWWA) hilft Mitgliedern der United Galactica (UG)-Föderation gegen Bezahlung mit verschiedenen planetenweiten Problemen fertigzuwerden. Dazu schickt sie Ärgerberater genannte Agenten auf die Planeten. Der wahrscheinlich professionellste Bereich des Unternehmens ist die Kriminaluntersuchungs-Sektion, welche Verbrechen und mysteriöse Vorfälle aufklärt.
Zwei Ärgerberaterinnen des Teams 234, Kei und Yuri, haben den Ruf, eine Schneise der Verwüstung nach getaner Arbeit zu hinterlassen, weshalb sie auch allgemein als „Dirty Pair“ bekannt sind. Ihr Codename ist Lovely Angels. Der WWWA-Zentralcomputer macht sie für jedes mögliche Vergehen verantwortlich, auch wenn der angerichtete Schaden niemals wirklich ihre Schuld ist.

## Charaktere

### DieLovely Angels
- Kei ist eine hitzköpfige Frau mit rotem Haar und gebräunter Haut, die eine silber-weiße Uniform trägt. Sie bevorzugt schwere Waffen und schießt, bevor sie fragt. Als aggressivere der beiden ist sie zudem die großbusigere des Paars und fühlt sich zu maskulinen Männern hingezogen.
- Yuri ist japanischer Herkunft und trägt eine goldgelbe Uniform. Sie benutzt keine Feuerwaffen, sondern zum Beispiel Energiepeitschen. Obwohl sie die Femininere des Paares ist, wird Yuri mitunter äußerst gewalttätig, wenn sie provoziert wird. Sie ist zudem sehr bodenständig.

### Nebencharaktere
- Mughi ist ein sogenannter Coeurl, ein großes katzenartiges Wesen, der durch Genmanipulation erschaffen wurde, der das Dirty Pair manchmal auf ihren Missionen begleitet. Er hat Erfahrung im Umgang mit elektronischen Geräten, nimmt jedoch meist eine passive Rolle ein. Im Anime ist Mughi mehr als Katze oder kleines Haustier dargestellt, anders als seine mehr bedrohliche Gestalt in den Romanen. In der OVA wurde er von Dr. Q erschaffen.
- Nammo ist ein kleiner Roboter, der dem Dirty Pair gehört. Normalerweise als weiblich angesprochen, kommuniziert Nammo über Piep- und Pfeiftöne und hat einen Greifarm. Sie hat die Fähigkeiten im Weltraum zu fliegen, Fahrzeuge zu steuern als auch zu reparieren sowie mit Handwaffen zu schießen.
- Gooley Andrew Frances ist Keis und Yuris direkter Vorgesetzter. Er hat die Aufgabe der Zuordnung der Anweisungen an die Lovely Angels sowie den Papierkram zu den Schäden zu schreiben, die sie verursachen. Während sie ihm viel Leid bereiten, kümmert er sich immer gründlich um sie und vertraut ihren Fähigkeiten. Im Gegenzug sind Kei und Yuri ihm gegenüber loyal, selbst wenn das bedeutet, Befehle zu missachten, um ihn zu retten.

## Light Novel
Die Light Novels sind von Haruka Takachiho geschrieben, mit Illustrationen von Yoshikazu Yasuhiko. Die ersten vier Bücher wurden ab 1979 zuerst in den japanischen Publikationen der SF Magajin abgedruckt und später zu Büchern zusammengefasst. Dirty Pair no Daigyakuten gewann 1986 den Seiun-Preis. Die englischen Übersetzungen stammen von DH Press (Dark Horse), das erste Buch erschien im September 2007, das zweite im März 2008.
- Dirty Pair no Daibōken (ダーティペアの大冒険, Dāti Pea no Daibōken, 1979; Buch: 1980)
- Dirty Pair no Daigyakuten (ダーティペアの大逆転, Dāti Pea no Daigyakuten, 1985; Buch: 1985)
- Dirty Pair no Dairansen (ダーティペアの大乱戦, Dāti Pea no Dairansen, 1985–87; Buch: 1987)
- Dirty Pair no Daidassō (ダーティペアの大脱走, Dāti Pea no Daidassō, 1991–92; Buch: 1993)
- Dirty Pair Gaiden: Dokusaisha no Isan (ダーティペア外伝　独裁者の遺産, Dāti Pea Gaiden: Dokusaisha no Isan 1997; Buch: 1998)
- Dirty Pair no Daifukkatsu (ダーティペアの大復活, Dāti Pea no Daifukkatsu, 2004)
- Dirty Pair no Daiseifuku (ダーティペアの大征服, Dāti Pea no Daiseifuku, 2006)
- Dirty Pair no Daiteikoku (ダーティペアの大帝国, Dāti Pea no Daiteikoku, 2007)

## Anime

### Fernsehserie
1985 wurde von dem Animationsstudio Nippon Sunrise zur Light-Novel eine Anime-Fernsehserie produziert. Regie führte Norio Kashima und Toshifumi Takizawa, das Charakter-Design entwarfen Fujihiko Hosono und Tsukasa Dokite. Die 24 Folgen wurden vom 15. Juli bis zum 26. Dezember 1985 durch den Bandai Channel in Japan ausgestrahlt. Auf der Video-Veröffentlichung schlossen sich am 1. Januar 1987 zwei weitere Folgen (gelegentlich als With Love from the Lovely Angels bezeichnet) an.
Die Musik der Serie wurde komponiert von Toshiyuki Kimori. Als Vorspanntitel der Serie verwendete man Ru-Ru-Ru-Russian Roulette (ロ・ロ・ロ・ロシアン・ルーレット, Ro-Ro-Ro-Roshian Rūretto, „Russisches Roulette“) und als Abspanntitel Space Fantasy (宇宙恋愛, Supēsu Fantajī, geschriebene Bedeutung: „Weltraumliebe“, gesprochene Bedeutung: „Weltraumfantasie“), jeweils von Meiko Nakahara.
Die Serie wurde von den Sendern FR3 und Mangas auf Französisch ausgestrahlt und auf Italienisch durch den Sender Odeon TV.

### OVA
Nach der Fernsehserie wurden von Sunrise noch mehrere OVAs produziert.
Am 20. Dezember 1985 erschien die erste OVA Dirty Pair – Affäre Nolandia (ダーティペアの大勝負 ノーランディアの謎, Dāti Pea no Ōshōbu: Nōrandia no Nazo) auf VHS und am 21. Mai 1986 auf Laser Disc und VHD. In Deutschland erschien diese mit einer deutschen Synchronisation und Untertiteln am 15. Dezember 2006 bei Anime House.
Von 1987 bis 1988 schloss sich die zehnteilige OVA-Reihe Dirty Pair an. Jede Folge wurde zwischen dem 21. Dezember 1987 und 21. April 1988 separat veröffentlicht, wobei zwei Folgen jeweils ein Kapitel bilden.
Am 25. Januar 1990 erschien die letzte OVA Dirty Pair – Verschwörung um Flug 005 (ダーティペア 謀略の005便, Dāti Pea: Bōryaku no 005-bin). Diese erschien auf Deutsch synchronisiert und untertitelt am 30. Oktober 2006 bei Anime House.

### Film
Am 28. November 1986 wurde der 80-minütige Film Dirty Pair – Projekt E.D.E.N. (ダーティペア, Dāti Pea) in den japanischen Kinos aufgeführt. Auf Deutsch erschien dieser am 28. August 2006 ebenfalls bei Anime House.

### Synchronisation
Die deutsche Synchronisation des Films stammt von Wittmann + Endres.
| Rolle | Japanischer Sprecher (Seiyū) | Deutscher Sprecher |
| ----- | ---------------------------- | ------------------ |
| Kei   | Kyōko Tongū                  | Josefine Lössl     |
| Yuri  | Saeko Shimazu                | Frauke Vetter      |

## Comic
Von 1989 bis 2002 erschienen in den USA neun Comic-Bände zu Dirty Pair bei Dark Horse Comics. Die sind im Manga-Stil gehalten und wurden gezeichnet von Adam Warren. Autor war Toren Smith. Auf Deutsch erschienen hiervon zwei Bände 1996 und 1998 bei Schreiber & Leser.

## Hörspiel
2006 wurde in Japan eine Hörspielserie zu Dirty Pair mit dem Titel Lovely Angel: Kei & Yuri veröffentlicht. Diese wurde zunächst im Programm des Senders FM Osaka ausgestrahlt und war später im Internet verfügbar. Im Jahr 2007 folgte eine zweite Serie.

## Dirty Pair Flash
Von 1994 bis 1996 erschien eine Neuinterpretation der Geschichte unter dem Titel Dirty Pair Flash. Diese spielt in einem alternativen Universum und spielt mit alternativen Versionen der beiden Protagonisten Kei und Yuri, unterschiedlichem Character Design und unterschiedlicher Handlung.
Diese OVA-Reihe besteht aus drei Staffeln: Dirty Pair Flash mit 6 Folgen, Dirty Pair Flash 2 mit 5 Folgen und Dirty Pair Flash 3 mit 5 Folgen.
Von der Autorin Haruka Takachiho, mit den Illustrationen von Rulia046, entstanden zu diesen auch diverse Light Novels. Der erste Band Dirty Pair Flash 1: Tenshi no Yūutsu (ダーティペアFLASH1 天使の憂鬱; ISBN 4-15-207893-6) erschien im Dezember 1994 und der zweite Dirty Pair Flash 2: Tenshi no Hohoemi (ダーティペアFLASH2 天使の微笑; ISBN 4-15-208061-2) im Januar 1997, jeweils beim Verlag Hayakawa Shōbo.
Beide Bände wurden im Mai (ISBN 4-15-030614-1) bzw. Juli 1999 (ISBN 4-15-030619-2) im Bunkobon-Format unter dem Imprint Hayakawa Bunko vom selben Verlag erneut veröffentlicht, wobei sich im September 1999 der dritte Band Dirty Pair Flash 3: Tenshi no Itazura (ダーティペアFLASH3 天使の悪戯; ISBN 4-15-030625-7) anschloss.